# Toksykologia kliniczna
Toksykologia kliniczna – specjalizacja lekarska zajmująca się diagnostyką, leczeniem i profilaktyką zatruć. W Polsce konsultantem krajowym od 26 czerwca 2019 jest prof. dr hab. Anna Krakowiak.